# 北腓特烈斯科格
北腓特烈斯科格（德語：Norderfriedrichskoog）是德国石勒苏益格－荷尔斯泰因州的一个市镇。总面积5.31平方公里，总人口40人，其中男性23人，女性17人（2011年12月31日），人口密度8人/平方公里。